# Marie-Bernadette Mbuyamba
Marie-Bernadette Mbuyamba, née le 5 janvier 1993 à Courbevoie (Hauts-de-Seine), est une joueuse de basket-ball française évoluant au poste d'ailière.

## Biographie
Elle dispute les championnats d'Europe 2012 et 2013 avec l'Équipe de France féminine de basket-ball des 20 ans et moins. Après plusieurs saisons à Mondeville, l'ailière rejoint Calais en ligue 2, où son coach la décrit ainsi : « [Elle est une] joueuse très combative et qui possède de fortes qualités athlétiques. De plus, elle possède un état d’esprit exemplaire. [Elle est] susceptible ainsi d’être une très bonne joueuse de Ligue 1 d’ici deux saisons. » Elle passe trois saisons à Calais, la première étant celle où le club gagne la montée en LFB où le club se maintient deux saisons. En 2015-2016, elle inscrit en moyenne 10,6 points, 4,5 rebonds et 2,2 interceptions pour 7,9 d'évaluation. Elle conclut en mai un contrat avec Saint-Amand.
Mailis Pokk souffrant du tendon d'Achille début 2019, Basket Landes l'engage pour la fin de saison 2018-2019 alors qu'elle était sans club depuis sa blessure au poignet contractée avec l'équipe de France A’ à l'été 2018. Elle est prolongée la saison suivante, mais elle doit mettre un terme à celle-ci en décembre à la suite d'une rupture des ligaments croisés du genou dans une rencontre de Coupe de France, alors qu'elle tournait à 4,1 points à 33% de réussite aux tirs, 2 rebonds, 2 passes décisives et 2,8 fautes provoquées pour 4,6 d'évaluation en 19 minutes. Alors qu'elle doit retrouver les parquets en fin d'année 2020, elle signe au printemps avec Montpellier.

## Clubs
| Saisons   | Équipe                                                       | Pays   |
| 2003-2007 | Courbevoie                                                   | France |
| 2007-2008 | Paris Racing                                                 | France |
| 2008-2009 | Saint-Amand-les-Eaux                                         | France |
| 2009-2010 | Villeneuve-d'Ascq                                            | France |
| 2010-2013 | USO Mondeville                                               | France |
| 2013-2016 | COB Calais                                                   | France |
| 2016-2018 | Saint-Amand Hainaut Basket                                   | France |
| 2018-2020 | Basket Landes                                                | France |
| 2020-     | Basket Lattes Montpellier Méditerranée Métropole Association | France |

## Palmarès

### Jeunes
- 2011 :  avec l'Équipe de France Juniors au Championnat d'Europe
- 2010 :  avec l'Équipe de France au Mondial Cadettes U17
- 2009 :  avec l'Équipe de France Cadettes au Championnat d'Europe
- 2009 :  au Festival olympique de la jeunesse européenne 2009[9]